# 1998 en combiné nordique
| Années du combiné nordique : 1995 - 1996 - 1997 - 1998 - 1999 - 2000 - 2001    |
| Décennies du combiné nordique : 1960 - 1970 - 1980 - 1990 - 2000 - 2010 - 2020 |

Cette page reprend les résultats de combiné nordique de l'année 1998.

## Coupe du monde
Le classement général de la Coupe du monde 1998 fut remporté par le Norvégien Bjarte Engen Vik. Il devance deux Autrichiens, Mario Stecher et Felix Gottwald.

### Coupe de la Forêt-noire
La coupe de la Forêt-noire 1998 fut remportée par le coureur américain Todd Lodwick.

### Festival de ski d'Holmenkollen
Lors de l'édition 1998 du festival de ski d'Holmenkollen, le sprint fut remporté par le coureur américain Todd Lodwick ; il s'imposait devant le Français Sylvain Guillaume tandis que l'Autrichien Mario Stecher se classait troisième.
Le Gundersen a été remporté par le Norvégien Bjarte Engen Vik devant l'Autrichien Mario Stecher. Le Norvégien Kristian Hammer est troisième.

### Jeux du ski de Lahti
L'épreuve de combiné des Jeux du ski de Lahti 1998 a été remportée par le Norvégien Bjarte Engen Vik devant l'Autrichien Mario Stecher. Le Norvégien Fred Børre Lundberg termine troisième.

### Jeux du ski de Suède
L'épreuve de combiné des Jeux du ski de Suède 1998 fut un sprint, remporté par le coureur autrichien Mario Stecher. Il s'impose devant deux Norvégiens, Bjarte Engen Vik et Fred Børre Lundberg.

## Jeux olympiques
Les Jeux olympiques d'hiver eurent lieu à Nagano, au Japon.
L'épreuve individuelle fut remportée par le Norvégien Bjarte Engen Vik. Le Finlandais Samppa Lajunen décroche la médaille d'argent tandis que le Russe Valerij Stoljarov remporte le bronze.
L'épreuve par équipes voit la victoire de l'équipe de Norvège, composée par Kenneth Braaten, Bjarte Engen Vik, Fred-Børre Lundberg et Halldor Skard. L'équipe de Finlande (Samppa Lajunen, Hannu Manninen, Jari Mantila & Tapio Nurmela) est deuxième tandis que l'équipe de France (Nicolas Bal, Sylvain Guillaume, Fabrice Guy et Ludovic Roux) termine troisième.

## Championnat du monde juniors
Le Championnat du monde juniors 1998 a eu lieu à Saint-Moritz, en Suisse.
L'épreuve individuelle a vu la victoire du Finlandais Hannu Manninen devant son compatriote Samppa Lajunen. L'Autrichien David Kreiner termine troisième.
L'épreuve par équipes a permis à l'équipe de Finlande de s'imposer. Elle était composée par Mikko Keskinarkaus, Jaakko Tallus, Samppa Lajunen et Hannu Manninen. L'équipe de Slovénie (Gorazd Robnik, Jure Kosmac, Marko Šimić & Igor Cuznar) termine deuxième tandis que l'équipe de Suisse (Christoph Engel, Lucas Vonlanthen, Roger Kamber & Andreas Hartmann) est troisième.

## Coupe du monde B
Le classement général de la Coupe du monde B 1998 fut remporté par le Norvégien Lars Andreas Østvik devant le Japonais Gen Tomii et le Norvégien Preben Fjære Brynemo.

## Grand Prix d'été
Le Grand Prix d'été 1998, premier de la série, a été remporté par le coureur allemand Matthias Looß. Il s'impose devant son compatriote Jens Gaiser. L'Autrichien Felix Gottwald est troisième.

## Coupe OPA
Le jeune Français Hervé Perret  remporte la coupe OPA 1998.
Chez les plus jeunes, c'est le coureur slovène Jure Kosmac qui s'impose.